# Приморське (Скадовська міська громада)
Примо́рське — село в Україні, у Скадовській міській громаді Скадовського району Херсонської області. Населення становить 1680 осіб.

## Населення
Згідно з переписом УРСР 1989 року чисельність наявного населення села становила 1616 осіб, з яких 757 чоловіків та 859 жінок.
За переписом населення України 2001 року в селі мешкало 1680 осіб.

### Мова
Розподіл населення за рідною мовою за даними перепису 2001 року:
| Мова              | Кількість | Відсоток |
| ----------------- | --------- | -------- |
| російська         | 844       | 50.24%   |
| українська        | 810       | 48.21%   |
| кримськотатарська | 5         | 0.30%    |
| вірменська        | 5         | 0.30%    |
| білоруська        | 1         | 0.06%    |
| інші/не вказали   | 15        | 0.89%    |
| Усього            | 1680      | 100%     |

## Історія
Кар, Кара, Карга — так називалася невелика річка, яку бачили ще перші поселенці цієї місцевості. Річка (урочище) Карга вказується на карті 1837 р. Етимологія топоніму Карга сягає татарських часів. Слово «Кара» в давньотюркській мові мало наступні значення: чорний (колір); сильний, мужній; багатий; головний, великий; простолюдин; фунт (земля); поява на світ. Топонім karga в тюркській мові означає ворона від kara — чорний. В тюркській мові зустрічаються наступні назви: Каргат (річка, що захищає); Карачі (чорний мул); Карасук (чорна вода); Каракан та Кара-джолга (чорна ріка); Карга сас (вороняче болото) За одним з місцевих переказів назва Кар теж пов'язана з воронами котрі мешкали в очереті на берегах річки і каркали. Карга також означає кам'янисту мілину, підводний камінь або піщану косу на Річках. Коса зустрічається на карті 1837 р., тоді вона розділяла річку Карга та затоку Чорного моря (нині озеро Каржинське), що вказана також на карті 1833 р. Ще один з місцевих переказів розповідає, що врешті-решт ріка обміліла і люди залишились без води, вони вирішили викопати криницю на місці, де нині сільський стадіон, і вдарив фонтан води висотою до десяти метрів. Злякавшись, жителі хутко почали закладати яму шкірами коней та волів, а потім засипати землею, певно після цього ріка безповоротно пішла під землю. В 1957 р. семидесятирічний житель села Карга Степан Феодосович Карнаухов повідав, що тут протікала невеличка річка Кар, названа так тому, що обросла чагарником в якому гніздилися ворони котрі каркали.
На карті 1811 р. вказано Каргинський кордон, що можливо утворений ще за наказом князя Г. О. Потьомкіна-Таврійського, в 1783 р. Розміщений цей кордон на схід від річки Карга, біля сучасного села Озерне, нижче озера Каржинське. Нижче сучасного села Приморське вказано 2 хутори. А всі землі на схід від річки Карга вказуються як володіннями графа Сент-Прі, причому населений пункт не вказується.
Граф Франсуз Еммануїл де Гіньяр граф де Сен-Прі (1735—1821 рр.) В 1783—1788 рр. міністр іноземних справ, в 1788—1790 рр. міністр без портфеля та 1790—1791 рр. міністр внутрішніх справ Франції. В 1791 р., емігрував до Російської імперії де від Катерини II отримав пенсію в 6 тис. рублів. Сен-Прі користувався великою увагою імператора Павла I. Ймовірно саме за цього імператора землі в урочищі Карга (біля річки) були пожалувані, або придбані Сен-Прі. Згідно даних одного з фондів Херсонського державного архіву перші 7 родин з Нижегородської губернії були переселені сюди на проживання, ще в 1799 р. В цьому ж році граф залишає Росію. В 1802 р., вже за Олександра I, старий Сен-Прі з дружиною жив в Стокгольмі (Швеція). З 1815 р., та до самої смерті, був пером Франції (депутатом верхньої палати парламенту). Старий граф Сен-Прі мав трьох синів.
Граф Гіллям Еммануїл де Гіньяр граф де Сен-Прі, народився в Константинополі, в 1776 р. 3 1793 р. почав службу в російській армії під ім'ям Еммануїл Францевич Сен-Прі, В 1799—1801 рр. був у відставці в чині капітана. В 1806 р. будучи полковником лейб-гвардії за мужність і хоробрість в битві при Аустерліці отримав орден Святого Георгія 4 класу. В 1810 р. маючи звання генерал-майора за мужність і хоробрість в битві проти турок отримав орден Святого Георгія 3 класу. При Бородинській битві, 1812 р., будучи начальником штабу 2-ї армії князя П. І. Багратіона, був поранений. Генерал-лейтенант Е. Ф. де Сент-Прі відзначився в битві при Реймсі 1 березня 1814 р.г але був тяжко поранений і помер 17 березня 1814 р. Посмертно нагороджений орденом Святого Георгія 2 класу.
Арман Шарль Еммануїл де Гіньяр граф де Сен-Прі (1782 р.н.). В Росії жив під ім'ям Карл Францевич Сен-Прі, в 1808 р. був головою комерційного суду м. Одеси, в 1815—1816 рр., був губернатором Камянець- Подільської губернії. Пізніше, в 1816—1821 рр., граф був цивільним губернатором Херсонської губернії, в 1818 р. приймав в Херсоні імператора Олександра І, отримав чин дійсного статського радника (аналог генерала). Карл Францевич де Сен-Прі був одружений з княгинею Софією Олексіївною Голіциною (1776—1815 рр.). Від цього шлюбу мав доньку Ольгу (1807 р. н.) в одружені княгиню Долгоруку, синів Алексіса (1805 р.н.) та Еммануїла (1806 р.н). Саме родовим ім'ям Сент-Прі було названо маєток в урочищі Карга Дніпровського повіту — Емануїловка.
Нове село заселялося переселенцями з Нижегородської губернії, котрі прибували сюди з 1813 р. по 1844 р, Для заведення господарства на сім'ю виділявся 1 віз, 2 борони, 2 пари волів і один плуг на два двори. Хоча реманент в подальшому треба було повернути. На сім'ю нарізалося по 15 дес. ріллі, випас худоби був вільний, на землі графа селяни працювали 3 дні на тиждень. За переписом кріпосних, 1833 р., в Емануїлівці нараховувалося 30 дворів та проживало 174 чоловіків та 142 жінок. В 1837 р. граф К. Ф. Сен-Прі володів селом Емануїлівка, при якому було 12600 десятин землі, з яких: 1070 дес. ріллі, 10990 дес. сінного покосу і степу, 25 дес. фруктового саду та винограднику, 80 дес. під селом, городами і кошарами, 46 дес, під дорогами, 85 дес. під затоками і берегом Чорного моря.
Між тим сам граф Карл, в 1822 р" повернувся до Франції де зайняв місце батька в палаті перів парламенту. Разом з батьком від'їхав старший син Алексіс. Молодший син, Еммануїл Карлович, -  вихованець Рішельєвського ліцею, був корнетом Лейб-гвардії гусарського полку та відомим карикатуристом, про що згадує О. С. Пушкін в романі «Євгеній Онєгін». Маючи значні картярські борги юний граф Еммануїл застрелився у віці 22 років (1828 р), в Італії.
Достеменно відомо, що Карл Францович продовжував бути пером Франції ще наприкінці 1830 р. Але вже в 1841 р. переїхав в Росію. В 1842 р. в селі Емануїлівка (Карга) граф побудував Михайлівську церкву, що відносилася до Чаплинського благочинного округу Таврійської єпархії, будівля церкви збереглася й донині.
Алексіс де Гіньяр граф де Сен-Гірі залишився у Франції, був послом в Бразилії, Португалії, Данії. В 1841 р., по від'їзду батька, посів місце в палаті перів. В 1851 р. подорожуючи до Росії помер. В 1853 р. померла донька Карла Сен-Прі — княгиня Ольга Карлівна Долгорука.
З 1848 р. Карл Іванович де Сен-Прі жив то в Москві, то в Еммануїлівці. Те,    що станом на 1853 р. граф вже втратив всіх рідних — дружину, трьох дітей та трьох внуків, вплинуло на нього. Він займався доброчинністю, утримував церкву Святого Архангела Михаїла, у Карзі. В селі власним коштом побудував та утримував школу, створивши таким чином умови до того, що після реформи 1861 р. все доросле населення Карги було писемне. В «Збірнику статистичних даних по Таврійській губернії» за 1886 р, було сказано, що ставлення графа до селян було гуманне, і селяни зберегли про нього найкращі спогади.
В Емануїлівці, при останньому переписі кріпосних, в 1858 р, нараховувався 261 кріпосний чоловічої статі. Після реформи 1861 р. при виході на волю селяни Емануїлівки одержали на 250 душ 1614 дес, землі, тобто по 6,5 дес. на душу. З 1614 дес. землі 887 дес. були ріллю, 647 дес. - пасовищами, 71 дес. під самим селом, 8,5 дес. були непридатними землями.
Граф Карл Францович де Сен-Прі помер в 1863 р. По смерті графа залишилося близько 11000 дес. землі на схід від Карги, котрі успадкували його молодший брат граф Еммануїл Луї Марі де Гіньярд граф де Сен-Прі (1789—1881 рр) та онук зять князь Олександр Васильович Долгоруков (1839—1876 рр.). Граф Еммануїл Луї Марі, хрещений син французької королеви Марії-Антуанети, жив в Росії під іменем Людовик Францевич, був полковником Російської імперії, кавалером ордена Святого Георгія 4 класу (1812 р.) та 3 класу (1824 р,). Після 1815 р. посол Франції в Німеччині та Іспанії, генерал-лейтенант, в 1849—1851 рр. депутат Законодавчих зборів Франції. Князь Олександр Васильович, син військового міністра та члена Державної Ради, був лише флігель-ад'ютантом. Обидва спадкоємця продали землі німецьким колоністам Фальц-Фейнам.
В 1878 р. Каржинському земельному товариству належало 4 вітряки та 4 кузні. Станом на 1882 р. у селі Карга засіяно 740 дес, зернових, нараховувалося дві лавки. В 1883 р. селяни Карги (Емануїловки) мали 885 дес. ріллі, 642 дес. пасовища, 11,5 дес. під дорогами та вулицями, 8,7 дес. під солонцями, 0,5 дес. під кладовищем, а всього 1604 дес.
Цікавим джерелом з історії села є метрична книга церкви Святого Архангела Михаїла, що почала діяти в 1872 р. У метричній книзі за 1884 р. записано, що по приходу народилося 35 душ (19 хлопчиків і 16 дівчаток), взяло шлюб 12 пар. Померло в тому році 40 чоловік, причому віком до одного року померло 23 дітей, від 1 до 5 років — 11 дітей. Священик Григорій Царинников робить запис про причини смерті: "младенчество, гарячка, чахотка, слаборождения, дряхлость.
В 1885 р. нараховувалося 148 Дворів, у яких проживало 876 осіб. Чоловіків проживало 444, причому віком до 7 років — 94 осіб, до 13 — 82, до 17 — 36, до 30 — 94, до 60 — 113, старше 61 — 25. Жінок в селі проживало 432, дівчаток до 7 років — 103, до 13 — 79, до 17 — 22, до 3О — 106, до 60 — 93, старше 61 — 26.
В той рік не засівали 8 родин а це 14 чоловіки та 15 жінок, причому одна родина взагалі не мала власного будинку, а ті 7, що мали помешкання володіли загалом 5 коровами, 3 телицями, 4 телятами, З свинями та 10 вівцями, причому всіма вівцями володіла одна родина. Засівали до 5 дес. 9 господарств, маючи при цьому 4 коней та 2 волів, 7 корів, 7 телиць, 4 телят та 3 свиней. 11 господарств засівали від 5 до 10 дес., володіли вони загалом 12 конями, 4 волами, 9 коровами, 9 телицями, 3 телятами та 10 свинями. 77 господарств засівали від 10 до 25 дес, при цьому 3 родини мали найманих працівників. Ці 77 родин володіли 155 конями, 102 волами, 106 коровами, 154 телицями, 48 телятами та 121 свинею. Від 25 до 50 дес. землі засівало 42 родини (5 мали найманих працівників), маючи 99 коней, 16 волів, 100 корів, 76 телиць, 48 телят та свині Лише одна селянська родина Карги, що складалася з 4 чоловіків та 5 жінок, у тому році, засівала більше 50 дес. ріллі та мали у власності 2 коня, 6 волів, 3 корови, 3 телиці та 2 свині. Загалом зі 148 господарств 10 використовували найманих працівників. Загалом худоби в Карзі нараховувалося: 275 коней, 239 волів, 230 корів, 252 телиці, 107 телят, 10 овець та 225 свиней. При цьому 4 % дворів не мали худоби та 11,5 % (1.7 дворів) не мали робочої худоби.
В «Збірнику статистичних даних по Таврійській губернії» за 1886 р. говориться: «Каржинці — народ переважно землеробський. Зважаючи на те, що село знаходиться на відстані півверсти від моря, рибальством з промисловою метою зовсім не займаються. І це не тому, що заняття це не вигідне, а просто від невміння пристосовуватись. Тоді як більш підприємливі мешканці Збурівки та Станіславу знаходять для себе вигідним приїздити сюди з цією метою». Більш заможні селяни, крім землеробства, займалися транспортуванням, возили хліб і шерсть з поміщицької економії в Голу Пристань. Жінки ходили в економії на стрижку овець.
В 1887 р. громада Карги мала 1585,1 дес землі. 8 тому ж році 261 каржинці мали хлібні запаси в громадських хлібних складах. В 1899 р. Каржинська громада володіла 1549 дес. землі та 5 вітряними млинами.
За 1887 р. до Краснянського волосного лікаря звернулися 223 жителя Карги, з них 1 міщанин та 1 священик. 17 осіб у віці до 1 року, 40 у віці до 5 років, 40 до 20 років, 57 до 35 років, 42 у віці до 50 років та 29 осіб старше 50 років.
18 жовтня 1884 р. в Карзі була відкрита церковнопарафіяльна школа, котра мала одну класну кімнату та яку відвідувало 75 учнів. Завідувачем церкви став місцевий священик Григорій Царинников, вчителем, в 1887 р., працював диякон Кузьма Блошенко котрий навчався в 4 класі Таврійської духовної семінарії. В тому році в школі навчалося 67 хлопчиків та 17 дівчаток, а навчальний рік тривав з 1 жовтня по 15 травня. З 14 квітня 1889 р. вчителем став Георгій Бондаренко. В тому ж році почали будувати нову школу. Священик Григорій Царинников пожертвував на її будівництво 600 рублів. Великий землевласник Олександр Іванович Фальц-Фейн та олешківський купець Г. Шмідт, в 1894 р., зібрали 1000 рублів на побудову школи. В 1898 р., у новій школі, навчалося 37 хлопчиків та 21 дівчинка, навчальний рік тривав з 1 жовтня по 1 травня.
Від початку XX ст. і до 1914 р. в селі служив священик Олексій Коротков, потім аж до громадянської війни, сільським священиком був Даніїл Іоаннович Олейник. Його донька Надія Данилівна Олейник працювала вчителем першої Каргинської церковнопарафіяльної школи. Крім неї в школі працювали Олена Феодосіївна Щураковська, Ольга Степанівна Дуденко. В 1906 р., та в 1907 р. у школі навчалися 64 хлопчика та 32 дівчинки.
В 2-й Каргинській школі на Кальченських (Іщенських хуторах) вчителем працював Іван Федорович Сокоренко. В цій школі, в 1906 р., навчалися 17 хлопчиків та 7 дівчаток, наступною року учнів нараховувалося 14 та учениць 10. На Каржинських хуторах вчителем була Серафима Василівна Яструбова.
За статистичними даними 1914 р. в Карзі, котра ще мала паралельну назву Емануїлівка нараховувалося 238 дворів, у яких проживало 753 чоловіки та 776 жінок. Загалом сільська громада володіла 1543 дес. придатної землі та 6 дес. непридатної, при цьому в селі проживало 31 родин безземельних мешканців. Загалом в тому році в селі нараховувалося 446 коней, 252 корови, 201 теля та 297 овець.
З 1848 р. хутір Семенівський (колишній С. Бобовича), вже належав колоністу Андрію Михайловичу Шмідту, котрий перейменував хутір в Андріївку. 19 січня 1873 р. по заповіту хутір, 2832,3 дес. землі (з неї 2509,5 дес придатної до ріллі) та паровий млин отримали херсонський мішанин Едуард Михайлович Шмідт та його племінник Іван Андрійович Шмідт. В 1899 р. власне при Карзі Івану Андрійовичу Шмідту належало 369,6 дес В 1909 р. трьом донькам І. А. Шмідта — Ганні Іванівні Гершельман, Розалії Іванівні Бєме та Емілії Іванівні Шмідт біля хутора- належало по 76,2 десятин землі кожній. В 1912 р. Едуард Михайлович Шмідт продав селянам-хуторянам 496 десятин, а саме: Ісидору Романовичу Куліді — 148 дес., братам Миколі та Михайлу Максимовичам Шешеням — 80 дес., Тимофію Гавриловичу Сандусю — 50 дес., Михайлу Никифоровичу Кальченко — 116 дес, Андрію Климовичу Рудю — 50 дес. В 1912 р. хутір Каргинський належав Едуарду Михайловичу Щмідту. І мав при ньому 641 десятину.
В 1914 р. навколо села Карги розташовувалося 5 маєтків німецьких колоністів. Є. І. Лінебергер володів 181 дес. землі, 27 конями, 2 коровами та 2 телятами. А. А. Шмідт мав 869 дес. придатної землі, 76 коней, 41 вола, 16 корів, 35 телят та 280 овець. М. І. Шмідт мав 731 дес. придатної та 49 дес. не придатної землі, а також 12 коней, 13 волів, 9 корів, 14 телят. М. М. Шмідт володів двома маєтками, перший з яких мав 247 дес. придатної землі та 24 дес. не придатної та розташовувався найдальше від села Карги, другий мав 453 дес. придатної та 21 дес. землі не придатної. Обидва маєтки М. М. Шмідта абсолютно не мали худоби. Крім того на схід від Карги нараховувалося 17 хуторів, що, правда, належали до Чалбаської волості.
Напередодні громадянської війни, в 1916 р., у Карзі проживало 645 чоловіків та 790 жінок, в усьому селі нараховувалося 553 коня та 749 одиниць великої рогатої худоби. В січні 1918 року в селі було проголошено Радянську владу. В грудні того ж року місцеві партизани приєдналися до загонів П. І. Тарана, для боротьби з загонами білих добровольців. Партизани визнавали спочатку владу Директорії, а пізніше радянську владу. В 1921 році було організовано першу трудову комуну ім. Жовтневої революції.
В 1923 р. село було віднесено до Скадовського району, нараховувалося тоді на обліку в селі 334 двори, 9 котрих проживало 675 чоловіків та 776 жінок. Каржинській сільській Раді підпорядковувалися також хутори Антоніївські, хутори Іщенські та Круглянські (1.8 верст до Скадовська), хутори Приморські (6 верст до Скадовська), На Приморських хуторах нараховувалося 5 дворів в яких проживало 14 чоловіків та 15 жінок.
В 1927 р. до Каржинської сільської Ради відносилися хутори Іщенські, хутори Круглянські, хутори Приморські та висілки Червоний Маяк, у Карзі було 455 сільських господарств та 25 промислових. Населення збільшилося до 798 чоловіків та 919 жінок. На Приморських хуторах проживало 9 чоловіків та 19 жінок.
Відповідно до Розпорядження Кабінету Міністрів України від 12 червня 2020 року № 726-р «Про визначення адміністративних центрів та затвердження територій територіальних громад Херсонської області» увійшло до складу Скадовської міської громади.
24 лютого 2022 року село тимчасово окуповане російськими військами під час російсько-української війни.